# دروسوس يوليوس قيصر
دروسوس يوليوس قيصر هو نبيل وقيصر روماني، وهو ابن الإمبراطور طيباريوس من زوجته الأولى فيسبانيا أغريبينا، ولد في سنة 14 ق م، أصبح الوريث المفترض لعرش الإمبراطورية بعد وفاة شقيقه بالتبني جيرمانيكوس. نال لقب القيصر في سنة 19. تزوج من كلوديا ليفيا ابنة نيرون كلوديوس دروسوس. أنجبت منه بنت وهي جوليا ليفيا وثلاثة أولاد هم طيباريوس جيميلوس وإبنين توأم هم طيباريوس كلاوديوس وجيرمانيكوس الثاني جيميلوس. تولى منصب القنصل مرتين في سنة 15 وسنة 21. في سنة 23 توفي دروسوس مسموماً في موامرة يعتقد أنها دبرت بين زوجته وعشيقها سيجانوس. لم يعرف طيباريوس بهذه الموامرة إلا بعد عدة سنوات، في حوالي سنة 30 اعترفت أبيكاتا زوجة سيجانوس السابقة بان زوجها وعشيقته ليفيلا قاموا بقتله فحكم عليهم الإمبراطور بالإعدام.